# Vlajka Voroněžské oblasti

Vlajka Voroněžské oblasti
Poměr stran: 2:3

Vlajka Voroněžské oblasti, jedné z oblastí Ruské federace, je tvořena červeným listem o poměru stran 2:3. Jedná se o heraldickou vlajku, vlajku reprodukující kompozici znaku – od žerdi vychází žlutá hora, složená z velkých kamenů, na jejímž svahu je bílý, převržený džbán, rozlévající bílou vodu.

## Historie
Voroněžská oblast vznikla 13. června 1934. V sovětské éře oblast neužívala žádnou vlajku. 1. července 1997 přijala oblastní duma zákon č. 51-II-OZ O symbolice Voroněžské oblasti. Zákon podepsal 7. července předseda dumy Anatolij Semjonovič Golisov a duma ho opětovně schválila 10. července 1997. Vlajka byla tvořena červeným listem o poměru stran 2:3 s modrým svislým pruhem u žerdi a s vyobrazením tehdejšího znaku oblasti (o šířce 2/5 délky vlajky) uprostřed vlajky. Modrý pruh odkazoval na vlajku RSFSR.

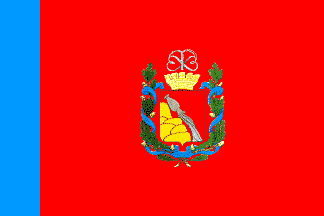
Vlajka Voroněžské oblasti (1997–2005) Poměr stran: 2:3

Již stejného roku se začaly objevovat návrhy na novou symboliku oblasti. Nevoli u Heraldické rady Ruské federace vzbudily u vlajky sovětský model, u znaku hradební koruna nebo staré řádové stuhy. 30. června 2005 byl oblastní dumou schválen zákon č. 50-OZ O úřední a jiné symbolice ve Voroněžské oblasti. Hlava administrativy tento zákon podepsala 5. července. Vlajka (i znak) vzešly z autorské skupiny členů Svazu heraldiků Ruska.

## Vlajky okruhú a rajónů Voroněžské oblasti
Voroněžská oblast se člení na 3 městské okruhy a 31 rajónů.

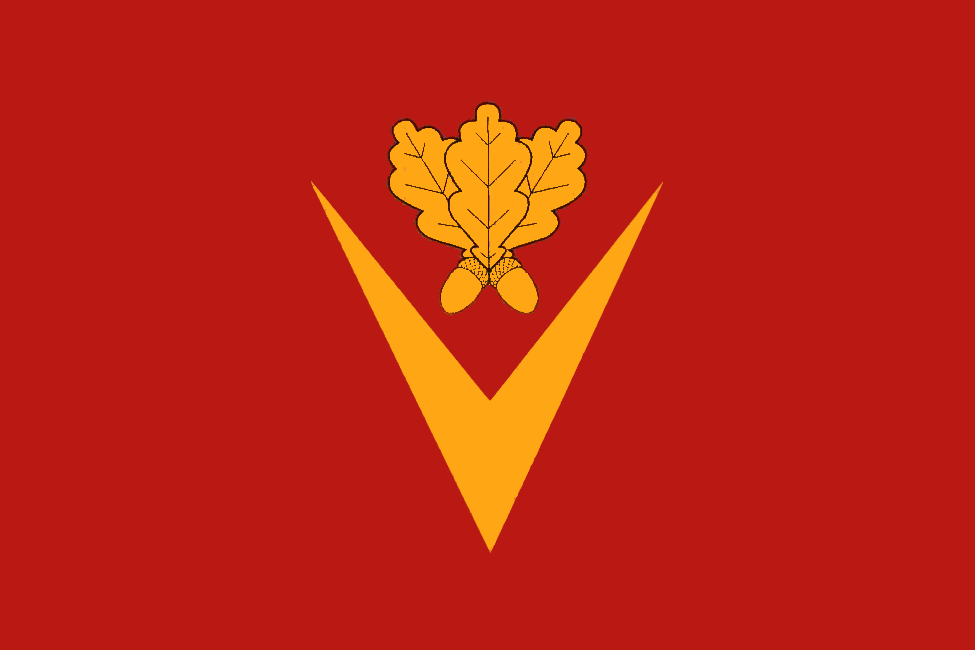
Vlajka města Borisoglebsk Poměr stran: 2:3
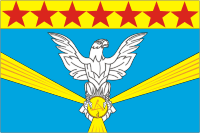
Vlajka města Novovoroněž Poměr stran: 2:3
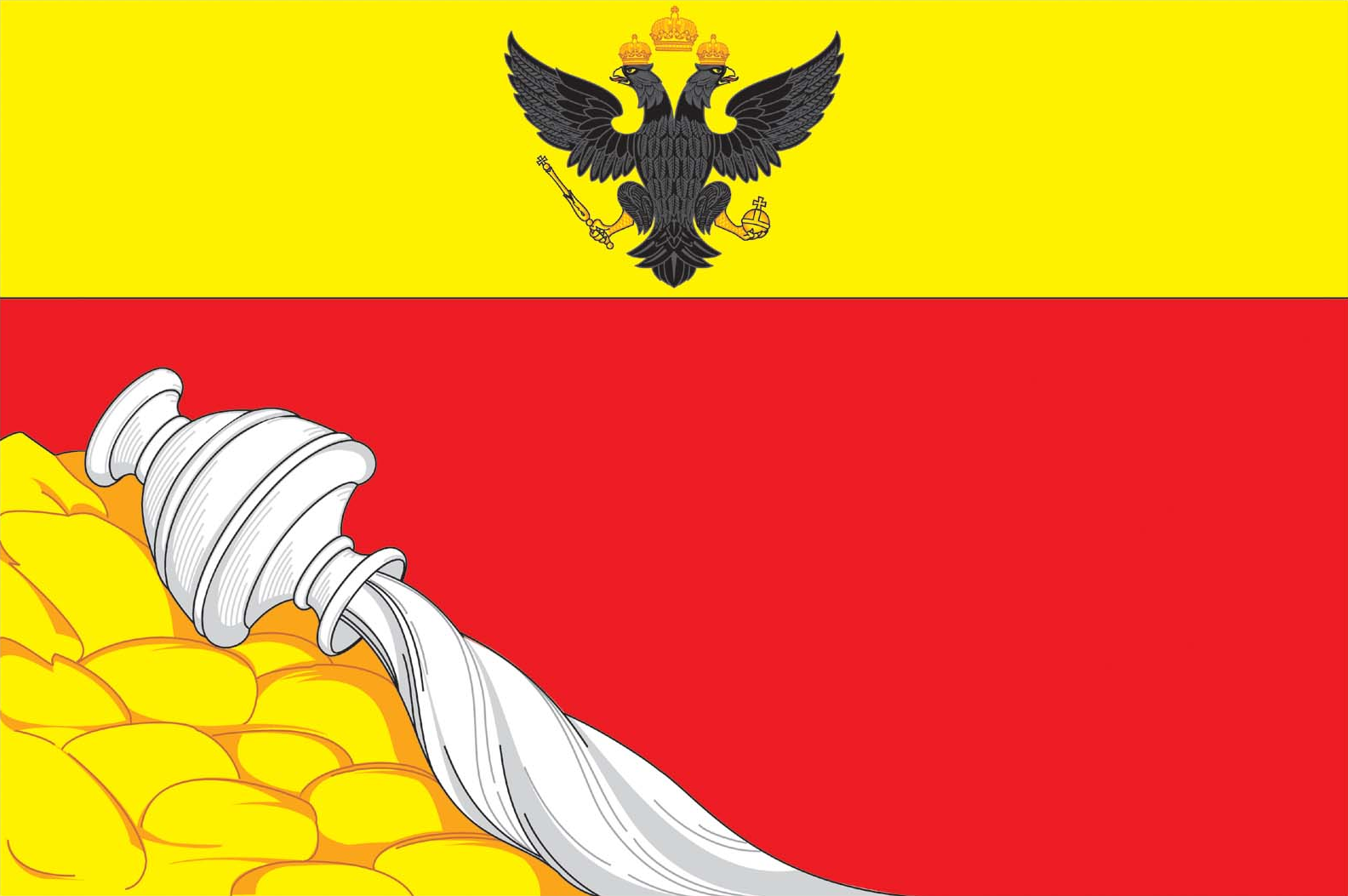
Vlajka města Voroněž Poměr stran: 2:3

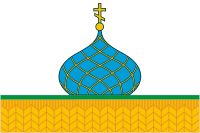
Aninský rajón Poměr stran: 2:3
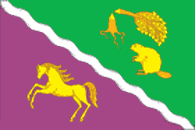
Bovrovský rajón Poměr stran: 2:3
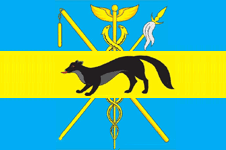
Bogučarský rajón Poměr stran: 2:3
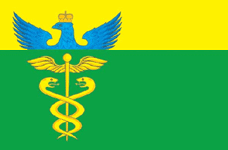
Boturlinivský rajón Poměr stran: 2:3
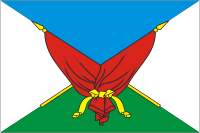
Verchněmamonský rajón Poměr stran: 2:3
Verchněchavský rajón Poměr stran: 2:3
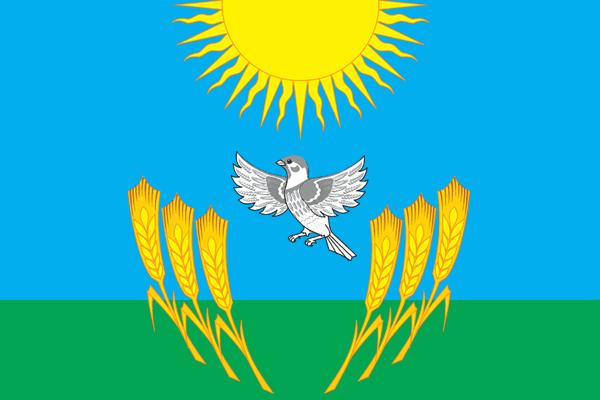
Vorobjovský rajón Poměr stran: 2:3
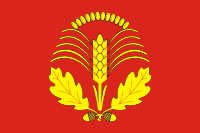
Gribanovský rajón Poměr stran: 2:3
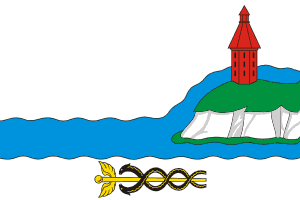
Kalačejevský rajón Poměr stran: 2:3
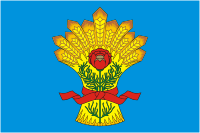
Kamenský rajón Poměr stran: 2:3
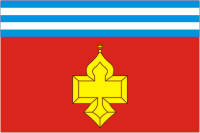
Kantemirovský rajón Poměr stran: 2:3
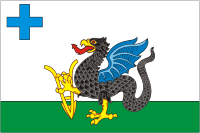
Kaširský rajón Poměr stran: 2:3
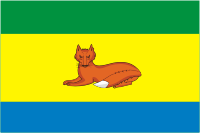
Liskinský rajón Poměr stran: 2:3
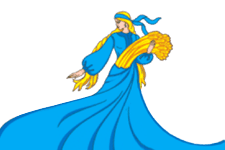
Nižněděvický rajón Poměr stran: 2:3
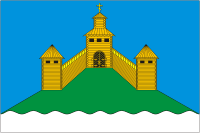
Novousmanský rajón Poměr stran: 2:3
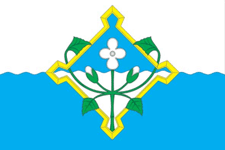
Novochopjorský rajón Poměr stran: 2:3
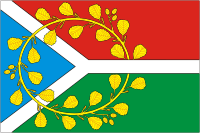
Olchovatský rajón Poměr stran: 2:3
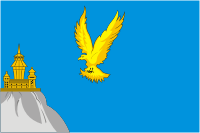
Ostrogožský rajón Poměr stran: 2:3
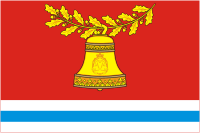
Pavlovský rajón Poměr stran: 2:3
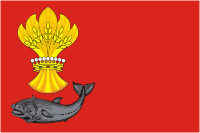
Paninský rajón Poměr stran: 2:3
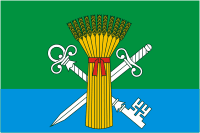
Petropavlovský rajón Poměr stran: 2:3
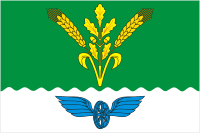
Povorinský rajón Poměr stran: 2:3
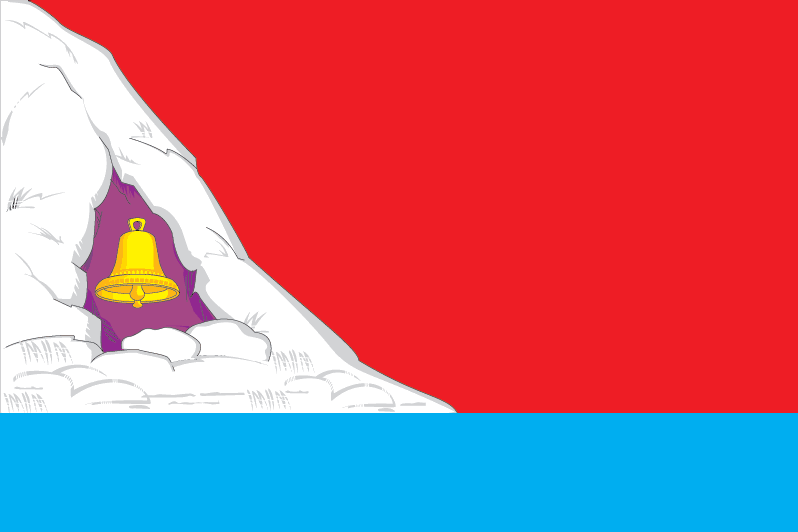
Podgorenský rajón Poměr stran: 2:3
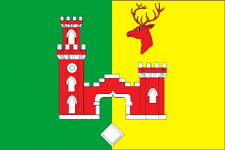
Ramonský rajón Poměr stran: 2:3
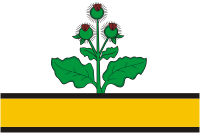
Repjovský rajón Poměr stran: 2:3
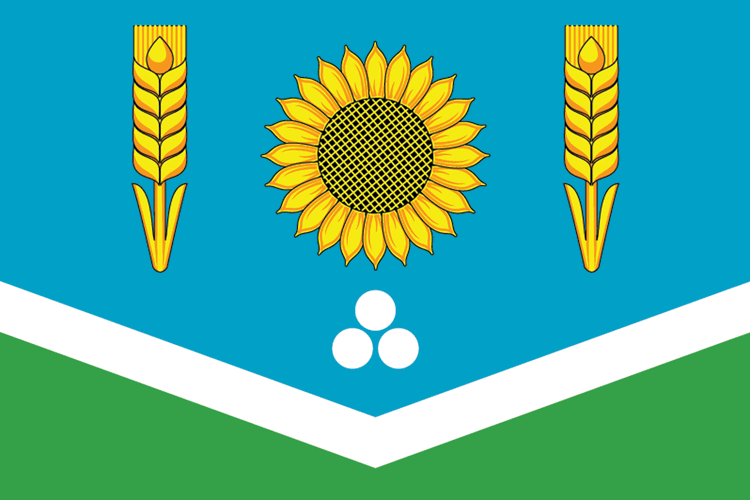
Rossošanský rajón Poměr stran: 2:3
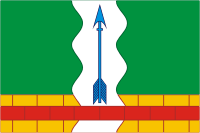
Semilukský rajón Poměr stran: 2:3
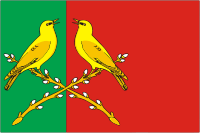
Talovský rajón Poměr stran: 2:3
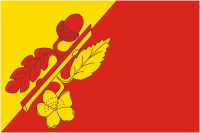
Ternovský rajón Poměr stran: 2:3
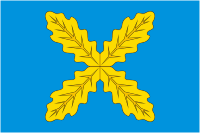
Chocholský rajón Poměr stran: 2:3
Jertilský rajón Poměr stran: 2:3